# Posse de Fernando Henrique Cardoso em 1999
A segunda posse do mandato de Fernando Henrique Cardoso como o 34.º presidente do Brasil e de Marco Maciel como o 22.º vice-presidente do Brasil aconteceu no dia 1 de janeiro de 1999, quando foram reempossados aos respectivos cargos, após serem reeleitos em 1998. Fernando Henrique Cardoso tornou-se o primeiro presidente brasileiro a ser reeleito para um segundo mandato consecutivo.